# Waldhaus (Markt Erlbach)
Waldhaus ([ˈvaltˌhaʊ̯s] ) ist ein Gemeindeteil des Marktes Markt Erlbach im Landkreis Neustadt an der Aisch-Bad Windsheim (Mittelfranken, Bayern). Waldhaus liegt in der Gemarkung Jobstgreuth.

## Geografie
Die Einöde liegt inmitten des Schußbachwaldes. Eine Gemeindeverbindungsstraße führt nach Haaghof (1,5 km nordwestlich) bzw. nach Linden (1,7 km nordöstlich) jeweils zur Staatsstraße 2252.

## Geschichte
Das Waldhaus wurde 1862 auf dem Gebiet der Gemeinde Linden errichtet.
Am 1. Januar 1978 wurde Waldhaus im Zuge der Gebietsreform in Bayern nach Markt Erlbach eingemeindet.

## Einwohnerentwicklung
| Jahr      | 001871 | 001885 | 001900 | 001925 | 001950 | 001961 | 001970 | 001987 | 002017 | 002023 |
| Einwohner | 11     | 7      | 5      | 3      | 3      | 3      | 4      | 3      | *5     | *5     |
| Häuser    |        | 1      | 1      | 1      | 1      | 1      |        | 1      |        |        |
| Quelle    | [ 8 ]  | [ 9 ]  | [ 10 ] | [ 11 ] | [ 12 ] | [ 13 ] | [ 14 ] | [ 15 ] |        | [ 1 ]  |

## Religion
Die Einwohner evangelisch-lutherischer Konfession sind nach St. Leonhard (Linden) gepfarrt. Die Katholiken gehören zur Kirchengemeinde Maria Namen (Markt Erlbach), die ursprünglich eine Filiale von St. Michael (Wilhermsdorf) war und seit 2019 eine Filiale von St. Johannis Enthauptung (Neustadt an der Aisch) ist.